# Jason Byrne
Pour les articles homonymes, voir Byrne.
Jason Byrne (né le  23 février 1978 à  Dublin) est un footballeur professionnel irlandais jouant actuellement pour le club dublinois de l'UC Dublin en deuxième division du championnat irlandais.
Jason Byrne est l’un des plus talentueux joueurs irlandais jouant dans le championnat national et l’un des rares à avoir été sélectionnés en équipe nationale
Jason Byrne est le cousin du buteur Robbie Keane.

## Sa carrière en club
Byrne a commencé sa carrière dans le club de Bray Wanderers en 1998 où il se met tout de suite en évidence en marquant 7 buts en 15 matchs. Pendant les quatre années suivantes, Byrne accroit sa réputation de buteur en marquant 49 buts en 128 matchs de championnat.
Le 12 janvier 2003, il signe pour le club de Shelbourne FC. Il marque deux fois pour son premier but contre Waterford United. Il a un impact immédiat pour son nouveau club : il marque 21 buts pour sa première saison et porte ainsi Shelbourne jusqu’au titre de champion d’Irlande. Il est élu cette année-là meilleur joueur d’Irlande.
En 2004 Byrne gagne une deuxième fois le classement des meilleurs buteurs du championnat d’Irlande avec 25 buts en 33 matchs. Shelbourne gagne une deuxième fois consécutive le championnat.  Il est une nouvelle fois élu meilleur footballeur de l’année. 
En 2005, Byrne marque 30 buts toutes compétitions confondues, dont 5 buts dans les tours préliminaires à la Ligue des champions et 22 en championnat d’Irlande.  Il capte l’attention de clubs professionnels anglais comme Brighton and Hove Albion FC et suédois comme  Djurgården IF. Le transfert ne se fera pas faute d’accord entre les deux clubs : Shelbourne devait payer 50 % du transfert au club formateur de Byrne, les Bray Wanderers.
Byrne est un des joueurs clé dans la victoire de Shelbourne dans le Championnat d'Irlande 2006. Il est de nouveau le meilleur buteur du championnat avec 15 buts en 26 matchs. Il porte son total de buts à 83 en 122 matchs pour Shelbourne.
Après la rétrogradation du club de Shelbourne en First Division pour cause d’irrégularités financières, Byrne signe pour le club de seconde division anglaise de Cardiff City FC pour 75000 livres sterling le 17 janvier 2007 et marque dès son premier match contre Wolverhampton Wanderers FC après être entré en cours de jeu à la 62e minute.  Avant la fin de la saison, il va faire plusieurs apparitions dans l’équipe première. Pendant l’été 2007, le club recrute trois attaquants de belle renommée : Robbie Fowler, Jimmy Floyd Hasselbaink et Steven MacLean. Ses chances de jouer deviennent très limitées. Le début de saison 2007-2008 est pénible. Byrne se retrouve à jouer en équipe réserve.
En janvier 2008, Jason Byrne rejoint son ancien manager Pat Fenlon et signe aux Bohemians de Dublin. Byrne fait ses débuts pour son nouveau club comme remplaçant dans le derby contre St. Patrick's Athletic FC et marque son premier but sur penalty contre Finn Harps en mars 2008. Il marque en octobre le but donnant le titre aux Bohemians contre Drogheda United

## Carrière internationale
Jason Byrne gagne sa première sélection en équipe nationale en avril 2004 pour jouer un match amical contre l’équipe de Pologne. Le sélectionneur Brian Kerr le fait entrer dans la dernière minute du match au grand dam des supporteurs de Shelbourne. 
En dépit de ce qui apparait comme un début de saison poussif, Byrne est de nouveau sélectionné en mai 2006 par le nouveau sélectionneur Steve Staunton pour un match amical contre le Chili. Le match fut une déception puisqu’il se termina par une défaite à domicile 1-0, mais Byrne joue cette fois là beaucoup plus longtemps, entrant sur le terrain pour les vingt dernières minutes.
Byrne est sélectionné une nouvelle fois en 2006 pour jouer  contre les Pays-Bas, mais il ne peut répondre favorablement à la sélection pour cause de blessure.

## Palmarès
- Championnat d'Irlande
  - Cinq titres de champion, en 2003, 2004 et 2006 avec Shelbourne FC ; 2008 et 2009 avec Bohemian FC
- Coupe d'Irlande
  - Deux victoires, en 1999 avec Bray Wanderers et en 2008 avec Bohemian FC
- Meilleur buteur
  - Quatre fois consécutivement meilleur buteur du championnat, 2003, 2004, 2005 et 2006. C’est le record.
- Joueur de l’année
  - Deux fois meilleur joueur de l’année du championnat d’Irlande 2003 et 2004
- Il est le deuxième joueur du championnat d'Irlande à dépasser le cap des 200 buts inscrits.